# Ruelle Au Père-Fragile
 (août 2021).
La ruelle au Père-Fragile est une voie située dans le 15e arrondissement de Paris, en France.

## Origine du nom
La voie est nommée en mémoire d'une enseigne d'un fournisseur d'articles de porcelaines et de verreries des années 1950.